# 荔枝角政府合署

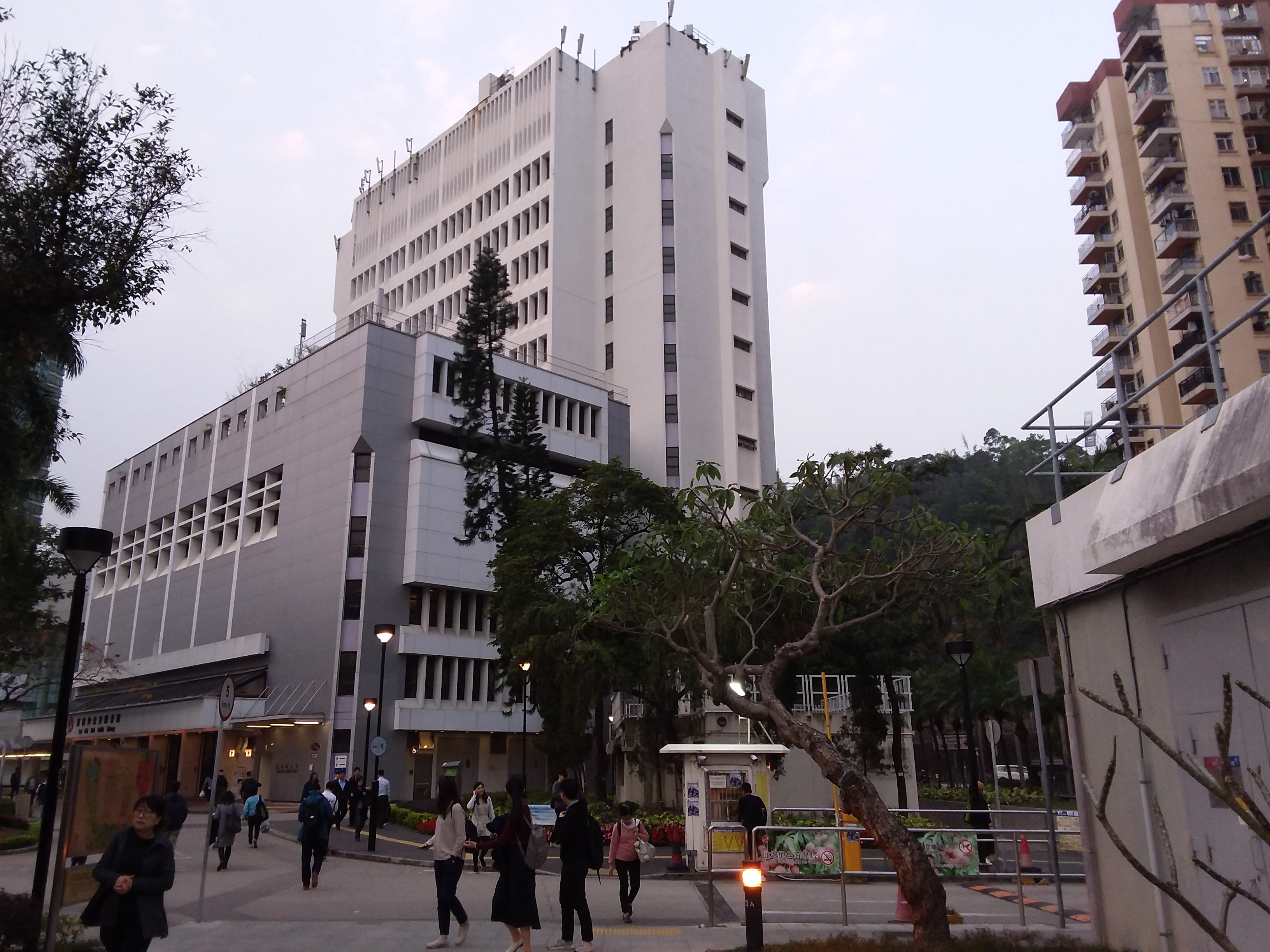
翻油後的荔枝角政府合署

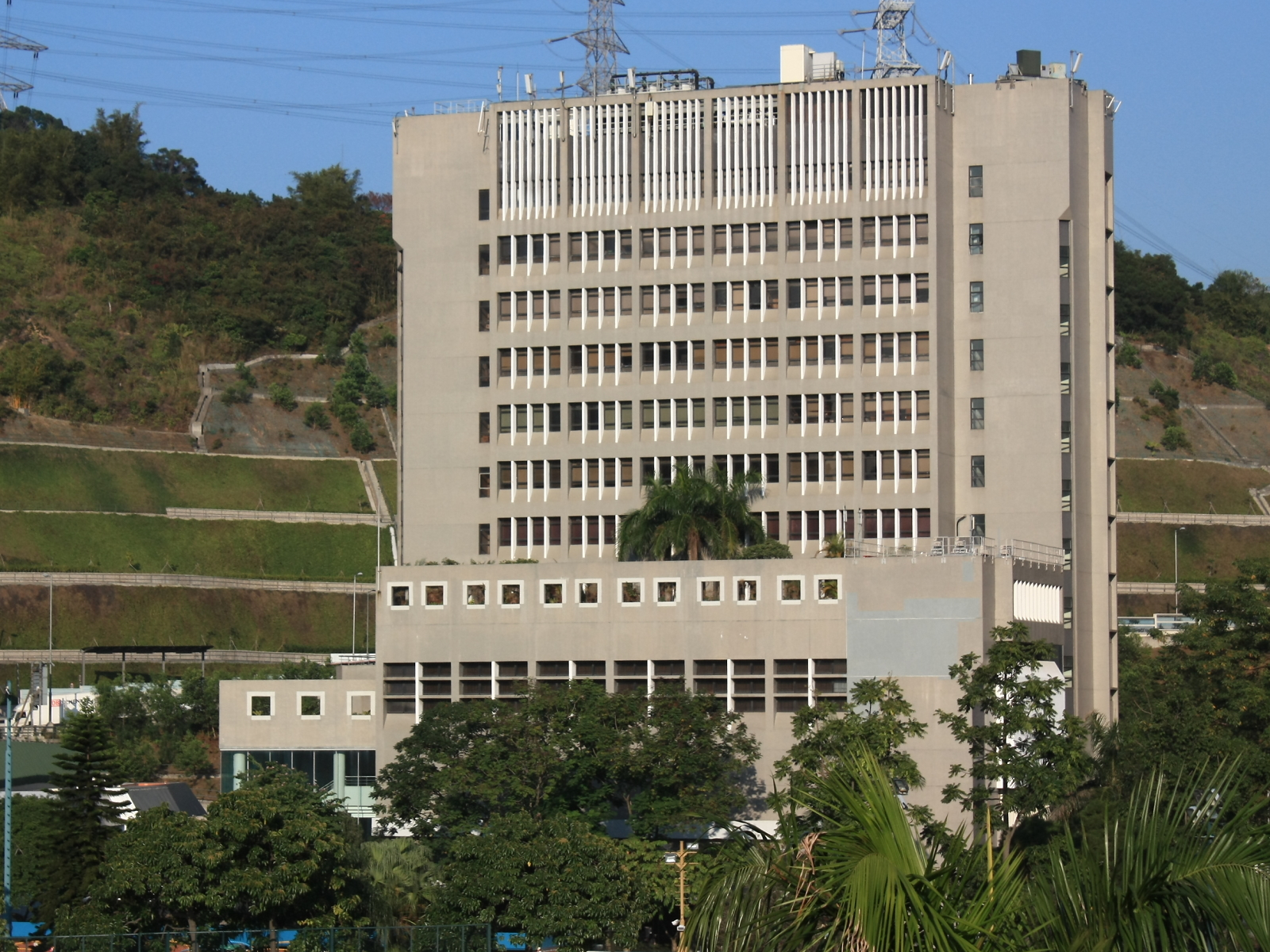
翻油前的荔枝角政府合署

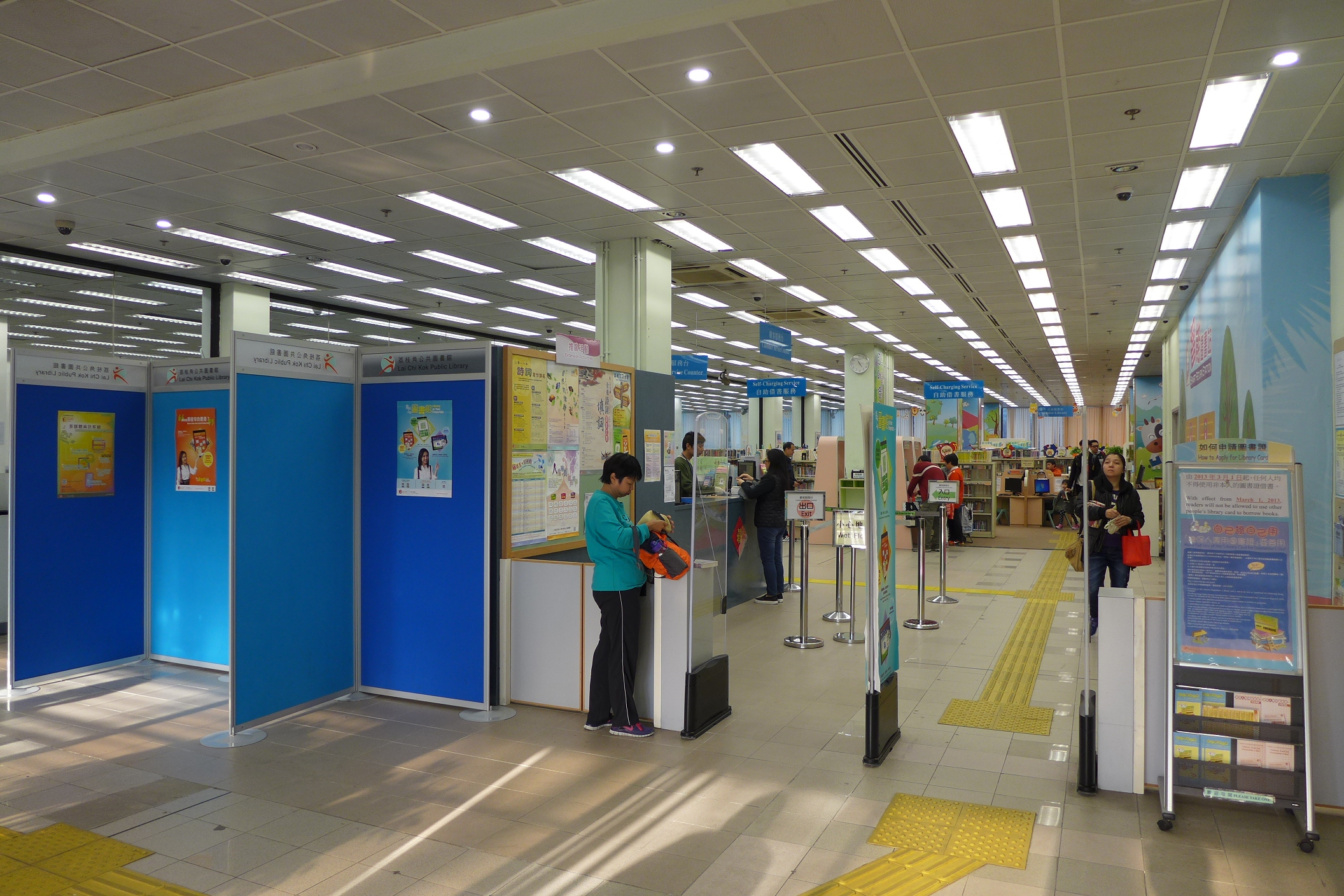
荔枝角公共圖書館

荔枝角政府合署（英語：Lai Chi Kok Government Offices）是香港特別行政區政府的一座辦公大樓，位處於香港九龍荔枝角荔灣道19號。
荔枝角政府合署大樓前身是市政總署訓練學院，早於1992年啟用，由日本間組（今稱安藤・間）承建，但市政局及市政總署於2000年解散後就更改用途。大樓上有政府化驗所（9-12樓）、食物環境衞生署、康樂及文化事務署及酒牌局等政府部門的辦事處。
荔枝角政府合署地下至1樓為荔枝角公共圖書館。

## 名稱爭議
荔枝角政府合署所在地為荔枝角，但因附近的港鐵站稱為美孚站，又把在長沙灣工業區的港鐵站命名為荔枝角站，導致不少市民被港鐵誤導。